# Auguste Laval
Auguste Laval (Antoine Marie Auguste Laval-Metz) (Ciutat de Luxemburg, 4 de febrer de 1843 - Berna, 29 d'octubre de 1915) fou un polític, jurista i empresari luxemburguès. Va seure durant anys a la Cambra de Diputats, dels quals va ser com a president des de 1905 fins a 1915.
Laval-Metz va ser escollit per primera vegada a la Cambra de Diputats el 1878, representant a Luxemburg-Campagne. Va conservar el seu escó a Cambra durant dotze anys fins al 1890. Inicialment, Laval era un rival de primer ministre Paul Eyschen, que havia estat amic de la infància, però després es va convertir en un dels més forts partidaris d'Eyschen. El 1890, Laval va deixar la Cambra per tornar el 1899 per a un període de tres anys. El 1902, Laval es va convertir en president del Col·legi d'Advocats.
Una vegada més va tornar a la seva posició legislativa en una elecció parcial el 1904, va ser elegit president de la Cambra el 1905 on va romandre fins a la seva mort. El seu primer acte va ser encapçalar la delegació de la Cambra a Schloss Hohenburg per al funeral de Gran Duc Adolf.
Principals qüestions durant el seu mandat com a President de la Cambra van ser la laïcitat i la creació d'escoles per a nenes. En aquesta última causa, en particular, Laval va estar molt involucrat, i va ser un dels artífexs de la creació d'escoles de nenes a la Ciutat de Luxemburg, Diekirch, Echternach i Esch-sur-Alzette. Laval va morir a Berna, el 29 d'octubre 1915, després d'haver anat a Suïssa per recuperar-se de la seva malaltia.
Laval es va casar amb Marie-Albertina-Petronille Teresa Metz, filla d'Auguste Metz.

## Honors
- Gran Oficial de l'Orde de la Corona de Roure (Promoció 1912).[6]
- Comandant de l'Orde d'Adolf de Nassau
- Gran Creu de l'Orde de la Corona (Bèlgica)